# Petit lac De Vau
Petit lac De Vau är en sjö i Kanada.   Den ligger i regionen Saguenay–Lac-Saint-Jean och provinsen Québec, i den östra delen av landet, 700 km norr om huvudstaden Ottawa. Petit lac De Vau ligger 579 meter över havet. Arean är 4,9 kvadratkilometer. Den sträcker sig 4,2 kilometer i nord-sydlig riktning, och 3,3 kilometer i öst-västlig riktning.
Trakten runt Petit lac De Vau är nära nog obefolkad, med mindre än två invånare per kvadratkilometer.